# 井上薫 (銀行家)
井上 薫（いのうえ かおる、1906年5月13日 - 1993年4月18日）は、日本の経営者。第一銀行頭取、第一勧業銀行初代会長を務めた。千葉県我孫子市出身。妻・光子は渋谷米太郎の長女。

## 経歴・人物
1929年に東京帝国大学経済学部を卒業し、同年に第一銀行に入社した。1962年に頭取に就任し、1966年に会長に就任。しかし、当時第一銀行と三菱銀行の合併話が進んでいたことから、合併反対派の領袖として、当時頭取で合併推進派だった長谷川重三郎と対立する。結局合併は破談となり、その責任を取って長谷川が頭取を辞任したため、1969年に頭取に復帰した。本人は第一銀行OBで当時川崎製鉄副社長だった岡田貢助を担ぎ出して頭取に据えることをメインに考えていたが、岡田やその上司である藤本一郎から反対に遭ったため断念しており、頭取復帰はやむを得ない選択だったという。
本人は金融再編そのものには賛成であり「非財閥系の銀行なら合併してもよい」という考えだったため、その条件に合致する日本勧業銀行（勧銀）との合併を模索する。元第一銀行常務で澁澤倉庫社長の八十島親義を仲介者として、勧銀頭取の横田郁と約1年に渡る合併交渉を行い、1971年に第一勧業銀行が発足した際には初代会長に就任。1976年からは横田と揃って名誉会長を務めた。
金融制度調査会委員も務めた。
1968年に藍綬褒章を受章し、1976年に勲一等瑞宝章を受章した。
1993年4月18日呼吸不全のために死去。86歳没。